# Tjekkoslovakiet
Tjekkoslovakiet (tjekkisk og slovakisk: Československo) var en suveræn stat i Centraleuropa, der eksisterede fra 28. oktober 1918, da den erklærede sig uafhængig fra Østrig-Ungarn.
27. august 1992 enedes Tjekkiets ministerpræsident Václav Klaus og Slovakiets Vladimir Meciar om at opløse Tjekkoslovakiet den 1. januar 1993 - den såkaldte "fløjlsskilsmisse". Fra 1. januar 1993 var Tjekkoslovakiet derfor delt i to uafhængige stater; Tjekkiet og Slovakiet.

## Geografi
Tjekkoslovakiet lå i Centraleuropa og havde grænser til Østrig, Ungarn, Ukraine (fra 1938), respektive den Ukrainiske Sovjetrepublik der havde eget sæde i FN, Rumænien (indtil 1938), Polen og Tyskland .

## Historie
Tjekkoslovakiet havde en omskiftende historie, hvilket afspejles i de skiftende navne:
- 1918–1920: Republikken Tjekko-Slovakiet (RČS);
- 1920–1938: Tjekkoslovakiske republik (ČSR);
- 1938–1939: Republikken Tjekko-Slovakiet;
- 1938-1945: Protektoratet Böhmen og Mähren
- 1939-1945: Slovakiske republik
- 1938-1939: Karpato-Ukraina
- 1945–1960: Tjekkoslovakiske republik (ČSR);
- 1960–1990: Tjekkoslovakiske Socialistiske Republik' (ČSSR);
- April 1990: Føderale republik Tjekkoslovakiet (tjekkisk) og Føderale republik Tjekko-Slovakiet (slovakisk)
- April 1990-1993: Tjekkiske og slovakiske føderale republik (ČSFR)

### Historisk oversigt
Tjekkoslovakiet blev grundlagt efter Første Verdenskrig. Landets første præsident blev Tomás Masaryk, dets sidste blev Václav Havel der trådte tilbage 20. juli 1992.
Indtil 2. verdenskrig dækkede Tjekkoslovakiet også en lille del af det nuværende Ukraine. Tjekkoslovakiet bestod af områderne Böhmen, Mähren, Tjekkisk Schlesien (som tidligere hørte til Østrig), Slovakiet og Karpaterrusland (Podkarpatská Rus, i dag Karpaterukraine).
Efter krisen med Sudeterlandet i marts 1938 måtte Tjekkoslovakiet ved München-aftalen af 30. september 1938 afstå sit tysksprogede grænseområde til Det Tredje Rige. Ungarn og Polen fik også mulighed for at fremsætte territoriale krav, hvilket de gjorde senere.
Den 6. oktober 1938 erklærede Slovakiet selvstyre inden for rammerne af Tjekkoslovakiet. Den 31. oktober 1938 udstak Hitler retningslinjer for Tjekkoslovakiets fremtid. Det indebar, at resten af Tjekkiet blev besat af Tyskland, medens Slovakiet blev en "selvstændig" stat under stærk tysk indflydelse. Den slovakiske stat blev udråbt den 14. marts 1939 og eksisterede til afslutningen af 2. verdenskrig, medens de ikke-tyske dele af Tjekkiet blev et tysk protektorat.
Efter 2. verdenskrig kom Tjekkoslovakiet under sovjetisk indflydelse og blev medlem af Warszawapagten og COMECON.
20. august 1968 blev landet besat af tropper fra Warszawapagten efter en periode med demokratiske og liberale reformer, "socialisme med et menneskeligt ansigt". Denne periode kaldes Foråret i Prag og er skildret i Milan Kunderas bog Tilværelsens ulidelige lethed. De udenlandske tropper blev først hjemkaldt i begyndelsen af 1990'erne.
Efter Mikhail Gorbatjovs perestrojka-politik åbnede landet sig mod demokratiet (den såkaldte "fløjlsrevolution" fandt sted i 1989) og forfatteren Václav Havel blev valgt til præsident. Vaclav var medlem af forfattergruppen Charta 77 og havde gennem nogle af sine arbejder udtrykt kritik over for det socialistiske system.
Den såkaldte Visegrad Troika, Havel, Lech Walesa (Polen) og Jozsef Antall (Ungarn), enedes 7. maj 1992 om at koordinere deres landes ansøgninger om medlemskab i EU. De havde tidligere, 22. november 1991 indgået en associeringsaftale med EU.
27. august 1992 enedes Tjekkiets ministerpræsident Václav Klaus og Slovakiets Vladimir Meciar om at opløse Tjekkoslovakiet den 1. januar 1993 - den såkaldte "fløjlsskilsmisse".